# Cheryl Chase
Cheryl Chase, född som Cheryl Christine Hudock den 25 december 1958 i Manville i New Jersey, är en amerikansk skådespelerska och barnboksförfattare. Hon är mest känd för att göra rösten till karaktären Angelica Pickles i Rugrats-serien.